# 赵林茂
赵林茂（1940年2月—），男，辽宁宽甸人，中华人民共和国政治人物，曾任中共绥化地委书记，黑龙江省人大常委会副主任。